# Giorgio van Straten
Œuvres principales
Il mio nome a memoria
Giorgio van Straten, né le 6 juillet 1955 à Florence en Italie, est un écrivain italien et administrateur d'institutions italiennes.

## Biographie
Giorgio van Straten est issu d'une famille juive hollandaise dont l'histoire, depuis 1811, sera le sujet de son roman Il mio nome a memoria (prix Viareggio en 2000). Il commence sa carrière de romancier en 1987 tout en continuant à faire des traductions en italien de romans classiques de langue anglaise (Jack London, Rudyard Kipling, Robert Louis Stevenson notamment) mais aussi en écrivant des livrets d'œuvres musicales.
Giorgio van Straten a occupé de nombreuses fonctions administratives tel que président du conseil de l'orchestre de Toscane de 1985 à 2002, directeur général du Teatro del Maggio Musicale Fiorentino de 2002 à 2005, membre du comité directeur de la Biennale de Venise de 1997 à 2002, président de l'AGIS de 1998 à 2002, président de l'Agence spéciale Palaexpo de Rome (qui gère le Palais des Expositions, le Palais du Quirinal, la Casa del Jazz et la Casa del Cinema), membre du conseil d'administration de la Rai de 2009 à 2012 et enfin directeur de l'Institut culturel italien à New York depuis 2015.
Giorgio van Straten reçoit en 2000 le titre de grand officier de l'Ordre du Mérite de la République italienne.

## Œuvre
Romans
- Generazione, éd. Garzanti, 1987
- Hai sbagliato foresta, éd. Garzanti, 1989
- Ritmi per il nostro ballo, éd. Marsilio, 1992
- Corruzione, éd. Giunti, 1995 – prix Castiglioncello
- Il mio nome a memoria, éditions Mondadori, 2000 – prix Viareggio 2000; prix Procida-Isola di Arturo-Elsa Morante; prix Adei-Wizo; Zerilli-Marimò Prize for Italian Fiction (New York)
- L'impegno spaesato – Decalogo di un uomo di sinistra, éd. Riuniti, 2002
- La verità non serve a niente, éd. Mondadori, 2008
- Buio e nebbia e odore di festa, éd. Lucini, 2008
- Storia d'amore in tempo di guerra, éd. Mondadori, 2014 – Prix de la société des lecteurs et prix Giacomo-Matteotti
- Storie di libri perduti, éd. Laterza, 2016

- traduit en français sous le titre Le Livre des livres perdus par Marguerite Pozzoli, Arles, France, Actes Sud, coll. « Lettres italiennes », 2017, 176 p.  (ISBN 978-2-330-07569-9)
Livrets musicaux
- Tre voci de Giorgio Battistelli, création à Assise en 1996
- Auf den Marmorklippen d'après Ernst Jünger, de Giorgio Battistelli, création au théâtre national de Mannheim en 2002.
- Open Air d'Andrea Molino, création à L'Aquila en 2012.
- Here There Is No Why d'Andrea Molino, création au Théâtre communal de Bologne en 2014